# Португал Оупън 2014
Португал Оупън 2014 е тенис турнир, провеждащ се в Оейраш, Португалия от 26 април до 4 май 2014 г. Това е 25-ото издание на Португал Оупън за мъже и 18-ото за жени. Турнирът е част от категория „Международни“ на WTA Тур 2014 и сериите 250 на ATP Световен Тур 2014.

## Сингъл мъже
- Карлос Берлок побеждава  Томаш Бердих с резултат 0–6, 7–5, 6–1.

## Сингъл жени
- Карла Суарес Наваро побеждава  Светлана Кузнецова с резултат 6–4, 3–6, 6–4.

## Двойки мъже
- Сантяго Гонзалес /  Скот Липски побеждават  Пабло Куевас /  Давид Мареро с резултат 6–3, 3–6, [10–8].

## Двойки жени
- Кара Блек /  Саня Мирза побеждават  Ева Хрдинова /  Валерия Соловьова с резултат 6–4, 6–3.